# Loreauville
Loreauville è un comune degli Stati Uniti d'America, situato nello Stato della Louisiana, in particolare nella parrocchia di Iberia.
Loreauville era inizialmente chiamata "Fausse Pointe", poi "Dugasville" in onore della famiglia Dugas, che aprì una stazione commerciale nel sito. Il nome è stato cambiato in "Picouville" quando un membro della famiglia Picou ha donato un terreno per costruire una cappella.
Il 15 aprile 1871 il nome fu cambiato da Picouville a Loreauville per Ozaire Loreau, che aveva contribuito con la proprietà per l'antica chiesa cattolica e il cimitero, e aveva anche contribuito alla crescita agricola, industriale e politica del villaggio.